# فینال جام حذفی فوتبال انگلستان ۱۹۳۰
فینال جام حذفی فوتبال انگلستان ۱۹۳۰، رقابت پایانی جام حذفی فوتبال انگلستان در سال ۱۹۳۰ میلادی است که مابین دو تیم باشگاه فوتبال آرسنال و باشگاه فوتبال هادرسفیلد تاون در ورزشگاه ومبلی لندن برگزار شده‌است.
این مسابقه که در تاریخ ۲۶ آوریل ۱۹۳۰ انجام شده‌است با نتیجه ۲ بر ۰ به سود تیم باشگاه فوتبال آرسنال به پایان رسید.